# Score de Murray
 (octobre 2024).
Si vous disposez d'ouvrages ou d'articles de référence ou si vous connaissez des sites web de qualité traitant du thème abordé ici, merci de compléter l'article en donnant les références utiles à sa vérifiabilité et en les liant à la section « Notes et références ».
L'échelle d'atteinte pulmonaire de Murray (Murray's Lung Injury Score) vise à évaluer la gravité d'une atteinte lésionnelle pulmonaire. Quatre critères y sont pris en compte :
- Nombre de quadrants présentant des infiltrats sur la radiographie pulmonaire,
- Rapport PaO2/FiO2exprimé en millimètres de mercure (mmHg)
- Niveau de pression expiratoire positive (PEP), exprimé en centimètres d'eau (cm H2O)
- compliance du système respiratoire, exprimée en millilitres par centimètre d'eau (ml/cm H2O)

|                             | 0    | 1    | 2    | 3    | 4    |
| --------------------------- | ---- | ---- | ---- | ---- | ---- |
| Nombre de cadrans infiltrés | 0    | 1    | 2    | 3    | 4    |
| PaO2/FiO2                   | >300 | <300 | <225 | <175 | <100 |
| PEP (cmH2O)                 |      | >5   | >8   | >11  | >14  |
| Compliance                  | >80  | <80  | <60  | <40  | <20  |

la valeur finale du score est obtenue en ajoutant les valeurs de chaque item et en divisant le résultat par 4.
L'interprétation du niveau d'atteinte pulmonaire est finalement le suivant :
- 0 = absence de lésion pulmonaire
- 0.1 à 2.5 = Acute Lung Injury (atteinte pulmonaire aiguë modérée)
- > 2.5 = SDRA (syndrome de Détresse Respiratoire Aigu)